# Moderní pětiboj

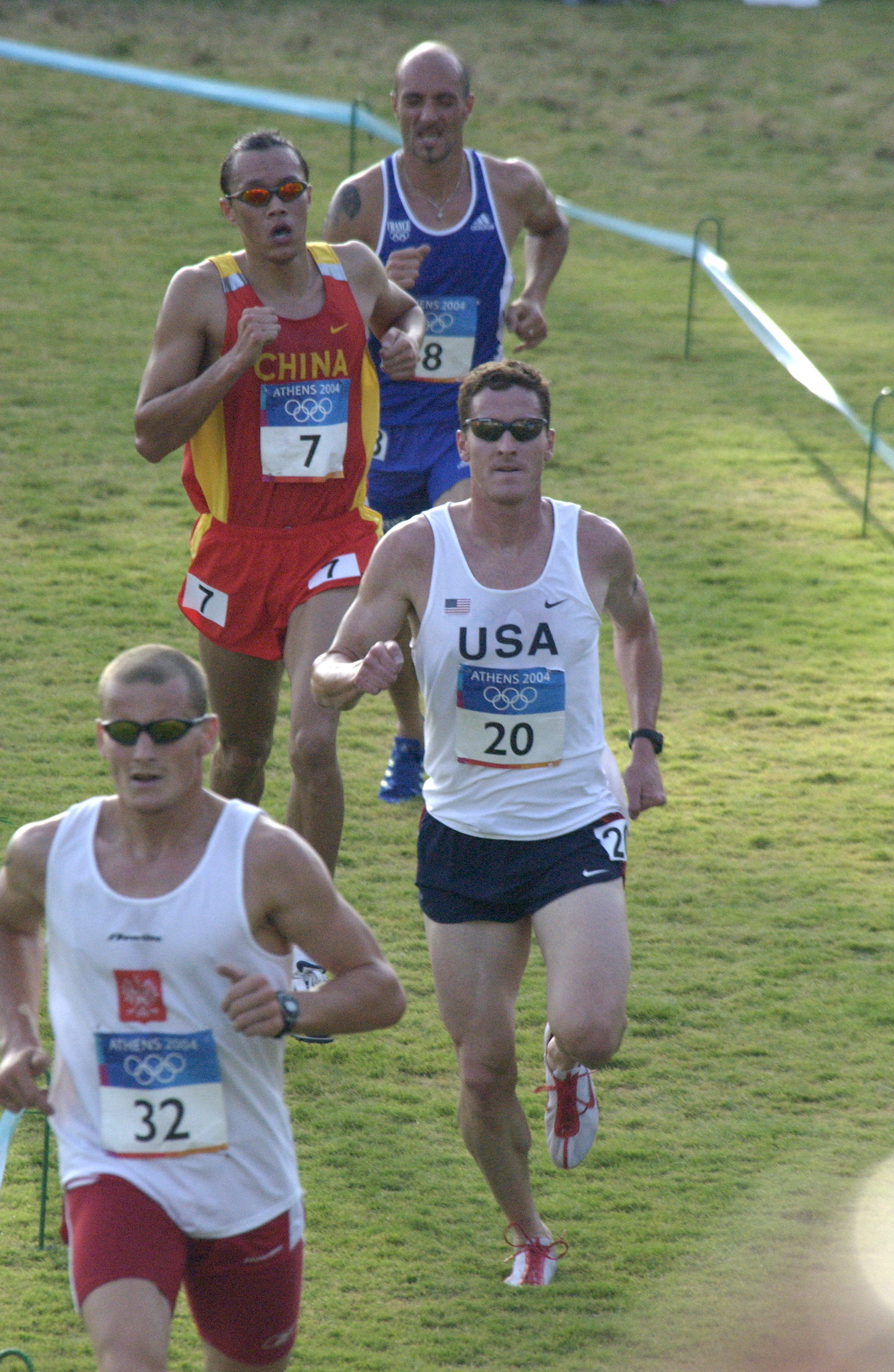
Cílová rovinka finálového běhu moderního pětiboje na olympiádě v Athénách 2004

Moderní pětiboj je sport, který v sobě kombinuje technické i fyzické disciplíny (střelba, šerm, parkur, plavání a přespolní běh). Jedná se o disciplíny, které ještě v minulém století patřily k základním požadavkům na vojáky; ještě před druhou světovou válkou byl tento sport výsadní záležitostí důstojníků a vojáků z povolání. Od roku 1912 patří moderní pětiboj mezi olympijské disciplíny (ženy soutěží na olympiádě v pětiboji teprve od roku 2000).
Výkony v každé disciplíně jsou bodově ohodnocené, a body se pak přepočítávají na časový handicap při startu závěrečného běhu (4 body znamenají handicap 1 sekunda). Pořadí je pak dáno pořadím běžců v cíli.
Název „moderní“ odlišuje tento pětiboj od klasického antického pětiboje (skok daleký, hod oštěpem, hod diskem, běh a zápas), ve kterém se soutěžilo na starověkých olympijských hrách.

## Střelba

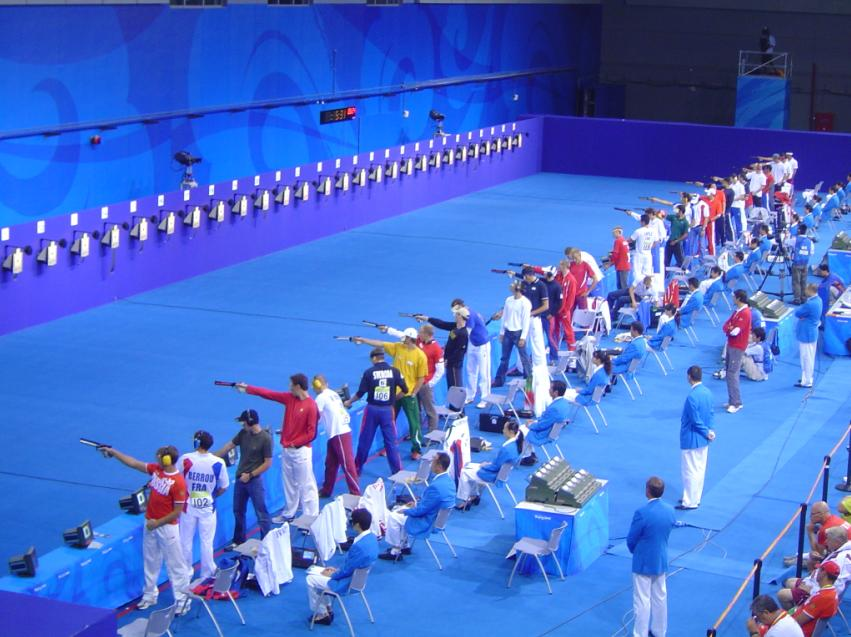
Střelecká soutěž pětibojařů na pekingské olympiádě v roce 2008

Střílí se z laserové pistole do terče vzdáleného 10 m. Terč je rozdělen na deset kruhů. Závodníci mají dvacet ran (v soutěži štafet jen deset ran) a na každý výstřel vždy časový limit 40 s. Maximální možný nástřel v soutěži je 200 kruhů. Za výkon 172 kruhů získává pětibojař 1000 bodů, za každý kruh nad anebo pod tuto hranici se výsledek upravuje o 12 b. Tento bodový rozdíl představuje v závěrečném běhu časovou diferenci 3 s.
Od 1. ledna 2009 jsou spojeny dvě disciplíny – střelba a běh – do jedné společné části obdobně jako v biatlonu. Celková délka běžecké tratě je 3200 m a je rozdělena do tří kilometrových úseků. Před každým běžeckým úsekem absolvují závodníci na speciálně zkonstruované střelnici střeleckou položku do terče o průměru 59,5 mm vzdáleného 10 m. Maximální časový limit na každou sérii je 50 sekund, během nichž mají pětibojaři za úkol zasáhnout v co nejkratším čase 5× určený cíl. Počet ran není omezen, čas strávený na střelnici a běžecké trati se sčítá.

## Šerm

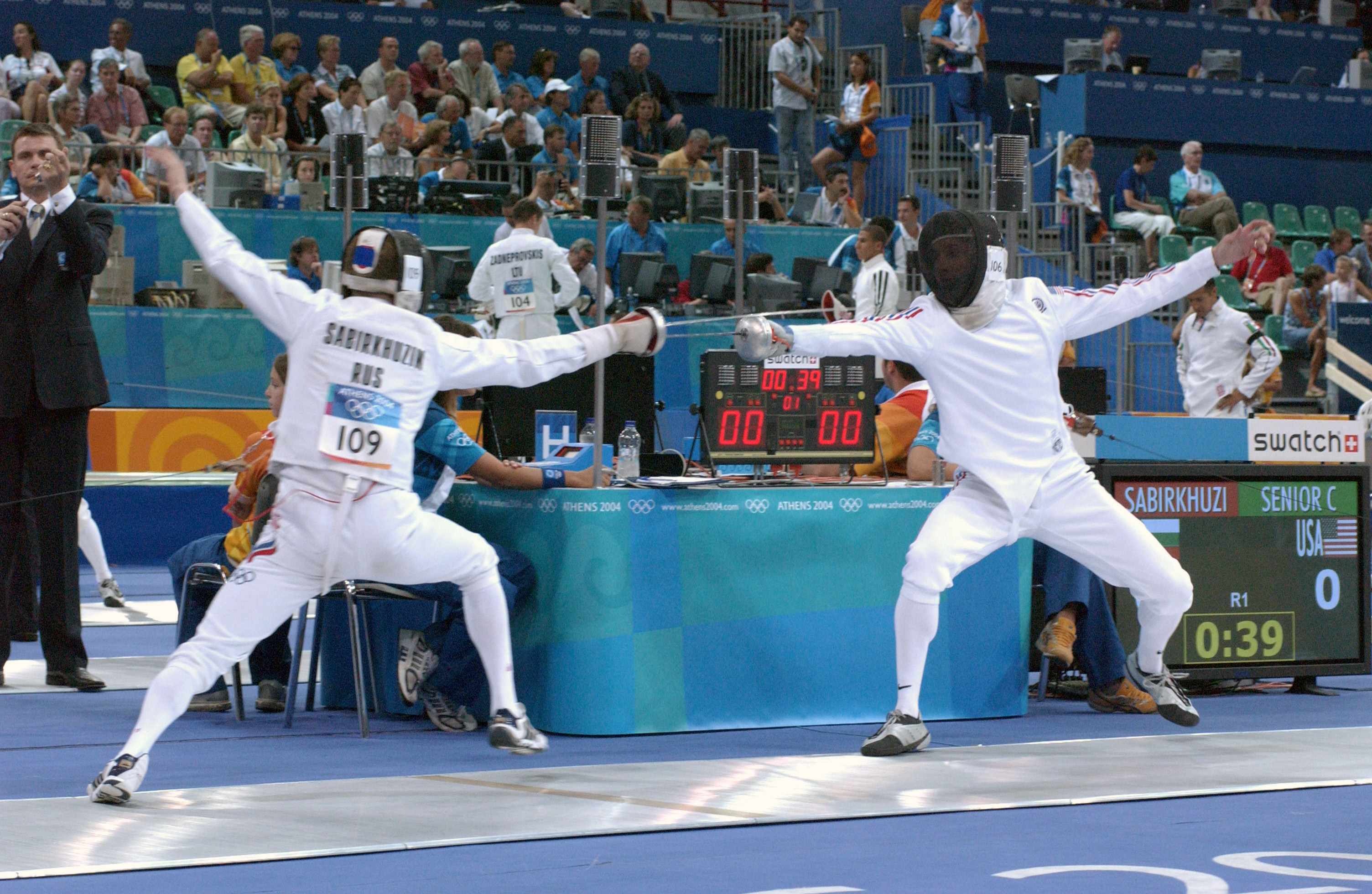
Šermířský zápas pětibojařů na athénské olympiádě v roce 2004

Šermuje se kordem, duely se odehrávají na planši o rozměrech 14×1,5 m. V individuálním závodě šermuje „každý s každým“ na jeden vítězný zásah. Pokud v časovém limitu jedné minuty nikdo nezvítězí, jsou oba soupeři považováni za poražené. Vítězství v 70 % duelů znamená 1000 pětibojařských bodů. Při klasické finálové soutěži s 32 účastníky má jedno vítězství hodnotu 28 bodů. Tento bodový rozdíl představuje v závěrečném běhu časovou diferenci 7 s.
Ve štafetovém závodě má každý člen družstva stanoveno pořadí v týmu a utkává se pouze se shodně nasazenými soupeři z ostatních týmů, a to na tři zásahy. Opět 70 % všech vítězných zásahů přinese týmu 1000 bodů, hodnota jednoho vítězství závisí na počtu týmů v soutěži a většinou se pohybuje okolo 12 bodů. Ostatní pravidla jsou shodná s individuální soutěží.

## Plavání
Individuální soutěž obsahuje disciplínu 200 m volný způsob podle pravidel plavecké federace FINA. Hranici 1000 pětibojařských bodů odpovídá v mužské kategorii čas 2:30,00 a u žen 2:40,00. Každých 0,33 s má hodnotu 4 bodů odpovídající v závěrečném běhu časovému handicapu 1 s.
V závodě štafet se plave disciplína 3×100 m volným způsobem. V mužské kategorii znamená 1000 bodů čas 3:15,00, u žen je to čas 3:30,00. Soutěže mohou probíhat pouze na bazénech splňujících standardy FINA, resp. UIPM.

## Jezdectví

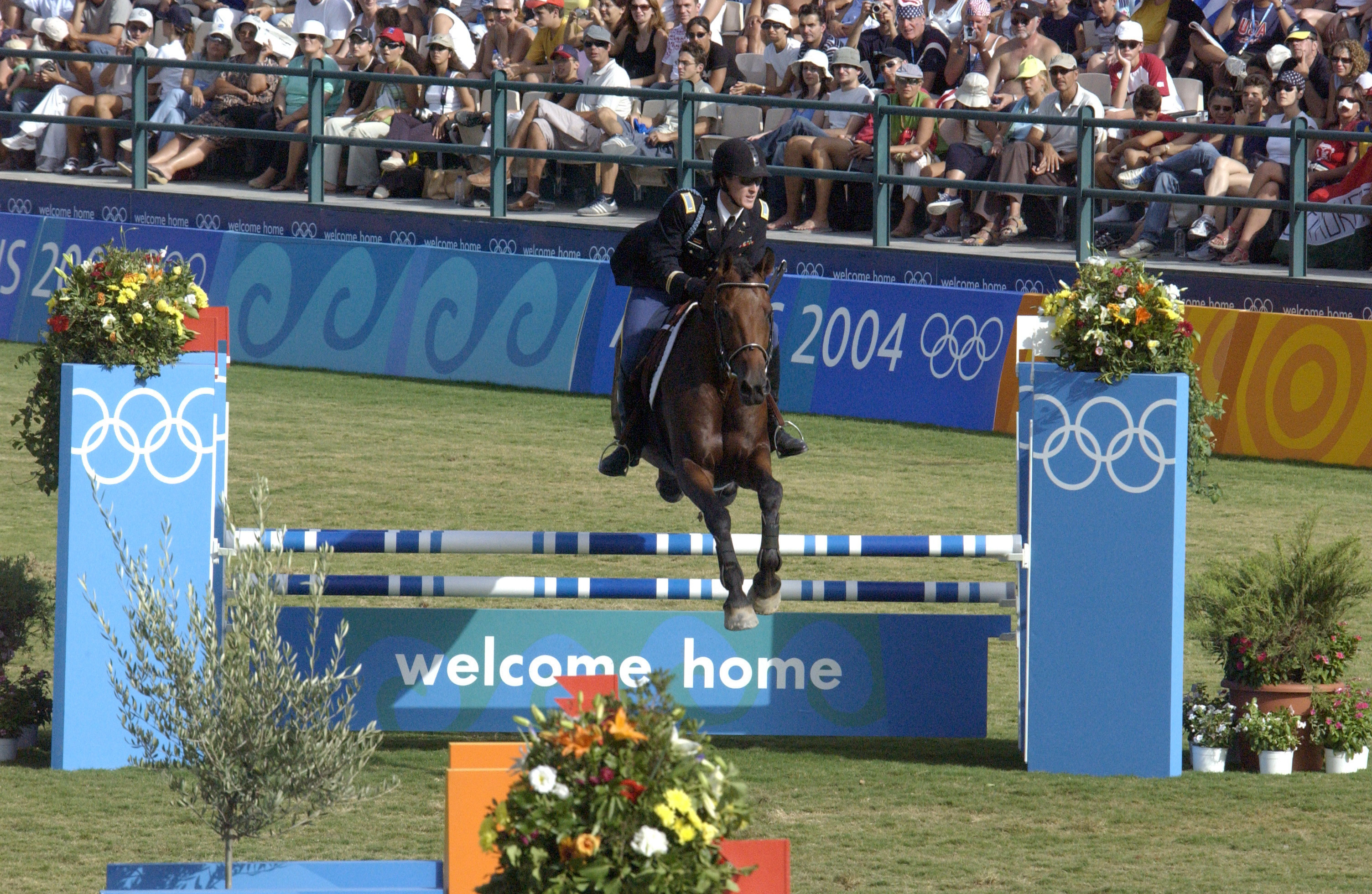
Pětibojařský parkur na athénské olympiádě v roce 2004

Jedná se o parkurové skákání. Parkur se skládá ze dvanácti překážek, resp. patnácti skoků. Dle pravidel UIPM musí regulérní parkur obsahovat v seniorské kategorii minimálně sedm skoků o výšce 120 cm, což odpovídá jezdecké úrovni stupně „L“. Koně dodává do soutěže pořadatel a závodníci si je losují. Před vlastní soutěžní jízdou má závodník 20 minut na seznámení s koněm a možnost pěti zkušebních skoků. Bezchybné absolvování parkuru v časovém limitu je ohodnoceno 1200 pětibojařskými body. Každý bezchybně absolvovaný skok má hodnotu 80 bodů. Všechny chyby na parkuru a překročení časového limitu jsou penalizovány ztrátou bodů dle stanovených tabulkových hodnot (např. porušení obrysu překážky: −28 bodů, odmítnutí poslušnosti koně: −40 bodů, pád koně či jezdce: −40 bodů, překročení časového limitu o 1 s: −4 body atd.).
V závodě štafet obsahuje parkur devět samostatných skoků, které absolvuje každý člen týmu na svém vylosovaném koni. Jízda probíhá systémem štafety s předávkou v předávacím území. Chyby jsou opět penalizovány podle příslušných tabulek.
Od roku 2025 se tato disciplína mění na překážkový běh. Překážkový běh je lehkoatletická sportovní disciplína. Běhá se na 50, 60, 100 (pouze ženy), 110 (pouze muži), 400 a 3000 m. Závody do 400 m včetně se běhají v oddělených drahách. Pro startovní povely, měření času a diskvalifikaci platí totéž co pro hladké běhy příslušné délky.
Překážky pro závody do 400 m včetně jsou konstruovány tak, aby je bylo možno porazit ve směru běhu (silou 3,6 až 4,0 N).
Závodník musí překonat všechny překážky. Za poražení jedné či více překážek není diskvalifikován, nesmí je však porazit úmyslně nebo rukou.
Jak na 100 m, tak na 110 m překážek závodníci startují z bloků (není podmínkou) a běží po rovince, na které je čeká 10 překážek. V ženském závodě je první překážka (vysoká 83,8 cm) 13 m od startovní čáry a vzdálenost mezi jednotlivými překážkami je 8,5 m. Po překonání poslední překážky zbývá závodnicím do cíle 10,5 m. V závodě mužů je první překážka (vysoká 106,7 cm) od startovních bloků vzdálena 13,72 m. Jednotlivé překážky jsou od sebe vzdáleny 9,14 m a poslední z nich je umístěna 14,02 m před cílovou čárou.

## Přespolní běh
Na závěr je přespolní běh na 3000 m. Trať je omezena pouze některými parametry: maximálním stoupáním, celkovým převýšením a minimální délkou jednoho okruhu. Časové odstupy na startu odpovídají bodovým rozdílům mezi jednotlivými závodníky po čtyřech disciplínách, přičemž 1 s odpovídá 4 pětibojařským bodům. Dosažený čas 10:00,0 u mužů a 11:20,0 u žen znamená 1000 pětibojařských bodů. Běžecké časy bývají výrazně ovlivňovány profilem trati.
Do štafetové soutěže je zařazena disciplína 3×1500 m. 1000 body je v kategorii mužů ohodnocen čas 14:15,0, u žen je hranice 1000 b. na úrovni času 15:30. Pořadí v cíli běhu odpovídá celkovému pořadí v pětibojařském závodě.

## Změna pravidel
V roce 2009 došlo ke změně programu: závěrečná disciplína se stala kombinací běhu a střelby. Po absolvování šermu, plavání a parkuru jsou závodníkům podle počtu dosažených bodů přiděleny časové rozestupy (podobně jako Gundersenova metoda v severské kombinaci), v nichž vybíhají na trať dlouhou 3200 m, která zahrnuje čtyři střelecká stanoviště. Střílí se z desetimetrové vzdálenosti do terče o průměru 6 cm. V závodě může pokračovat ten, kdo si připíše pět úspěšných zásahů, v případě nezdaru účastník dobíjí a střílí dál (doba strávená na střelnici je limitována na 50 sekund). Nový systém je pokládán za atraktivnější pro diváky, kteří jediným pohledem na trať zjistí celkové pořadí pětiboje.